# Indrek Pertelson
Indrek Pertelson (* 21. April 1971 in Tallinn, Estnische SSR) ist ein ehemaliger sowjetischer bzw. estnischer Judoka. Er war Europameister und Medaillengewinner bei Weltmeisterschaften und Olympischen Spielen.

## Sportliche Karriere
Pertelson begann im Alter von sieben Jahren mit dem Judosport. Er trainierte mit dem sowjetischen Juniorentrainer Aavo Pohgala, der später sein persönlicher Trainer wurde. So konnte Pertelson schon im Juniorenalter Erfolge feiern. 1990 und 1991 wurde er Junioren-Europameister in der Klasse bis 95 kg. Bei den Goodwill Games 1994 in Sankt Petersburg konnte er die Silbermedaille erkämpfen. 1996 gewann er bei den Europameisterschaften in Den Haag die Goldmedaille in der offenen Gewichtsklasse. Pertelson konnte noch eine Silbermedaille und weitere drei Bronzemedaillen bei Europameisterschaften sammeln. Bei den Weltmeisterschaften 1999 in Birmingham wurde Pertelson Vizeweltmeister. Dieses Ergebnis konnte er 2003 in Bukarest wiederholen. Jeweils die Bronzemedaille im Schwergewicht (über 100 kg) konnte er bei den Olympischen Sommerspielen 2000 in Sydney und bei den Olympischen Sommerspielen 2004 in Athen erkämpfen. Pertelson konnte in seiner Laufbahn vier Weltcup-Wettkämpfe gewinnen. Seinen ersten Weltcupsieg konnte er 1994 in Paris feiern, seinen letzten 1999 in Minsk. Pertelson startete mehrere Jahre für den mehrfachen deutschen Meister TSV Abensberg in der Judo-Bundesliga.

## Nach der aktiven Sportkarriere
Nachdem Pertelson nach den Olympischen Spielen 2004 vom Leistungssport zurückgetreten war, blieb er weiterhin im Judosport tätig. So unterstützte er seinen ebenfalls erfolgreichen Landsmann Aleksei Budõlin bei den Vorbereitungen zu den Olympischen Spielen 2008. Des Weiteren ist er Mitarbeiter des Sportdirektors des europäischen Judoverbands Daniel Lascău.